# Napęd optyczny

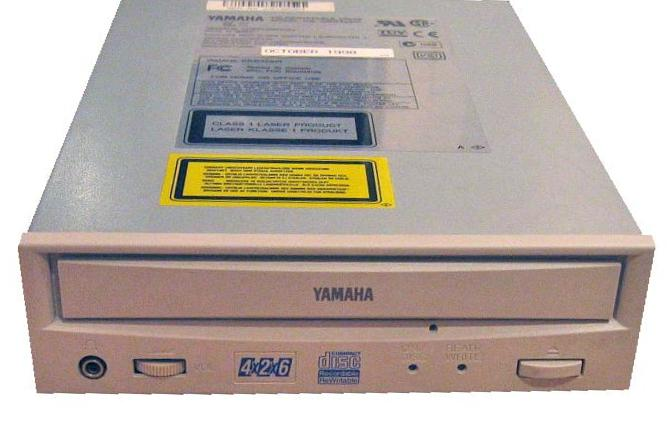
Czytnik płyt CD firmy Yamaha

Napęd optyczny (ang. Optical Disc Drive, ODD) – urządzenie, które za pomocą wiązki lasera odczytuje lub zapisuje dane na tzw. nośnikach optycznych. 
Do najpopularniejszych napędów optycznych zalicza się (chronologicznie):
- CD-ROM – napęd czytający płyty CD w formatach CD-R, CD-ROM, CD-RW, CD-DA, CD-Extra, CD-TEXT, Photo-CD, Video-CD, Multisession CD
- nagrywarka CD – napęd czytający oraz zapisujący płyty CD w wyżej wymienionych formatach
- DVD-ROM – napęd czytający płyty CD (patrz CD-ROM) oraz DVD w formatach DVD±R, DVD±RW, DVD±R DL, DVD-ROM, DVD-RAM, DVD-Video
- combo CD/DVD – napęd będący hybrydą nagrywarki CD oraz DVD-ROM
- nagrywarka DVD – napęd czytający oraz nagrywający płyty CD oraz DVD w formatach DVD±R, DVD±RW, DVD±R DL, DVD-ROM, DVD-RAM, DVD-Video
- combo Blu-ray – napęd będący hybrydą nagrywarki DVD oraz czytający płyty Blu-ray w formatach BD-ROM, BD-R, BD-RE
- nagrywarka Blu-ray – napęd czytający oraz nagrywający płyty CD, DVD oraz Blu-ray

We wszystkich powyższych napędach, podstawowym formatem nośnika są płyty o średnicy 12 cm (występują też pochodne o średnicy 8 cm oraz nośniki w kształcie kart płatniczych). Prędkość napędów optycznych podaje się w wielokrotnościach podstawowej prędkości 1x, która odpowiada przepustowości 150 kB/s (napędy CD), 1350 kB/s (napędy DVD) lub 4500 kB/s (napędy Blu-ray). Np. maksymalny transfer CD-ROM-u o prędkości 8x wynosi 1,2 MB/s. Stały, niezależnie od rodzaju technologii nośnika, jest czas potrzebny na odczyt (zapis) całkowicie zapełnionego nośnika odpowiadający mnożnikowi, np. dla mnożnika 4x jest to ok. 22 minut (dla strategii ze stałą prędkością liniową).
Do napędów optycznych można zaliczyć też mniej znane napędy magnetooptyczne.
Napęd optyczny może znajdować się we wnętrzu komputera. Jest wówczas podłączony za pomocą interfejsu ATA, SATA lub SCSI. Może też stanowić odrębne, zewnętrzne urządzenie, podłączane do komputera za pomocą złącza USB, FireWire, SCSI, eSATA lub do sieci komputerowej poprzez złącze LAN.
Popularne prędkości napędów CD/DVD/Blu-ray:
| Prędkość | CD   | CD   | DVD   | DVD   | Blu-ray | Blu-ray | Czas zapisu/odczytu pełnego nośnika |
| -------- | ---- | ---- | ----- | ----- | ------- | ------- | ----------------------------------- |
| Prędkość | kB/s | MB/s | kB/s  | MB/s  | kB/s    | MB/s    | minuty                              |
| 1x       | 150  | 0,15 | 1350  | 1,32  | 4500    | 4,3     | 70                                  |
| 2x       | 300  | 0,29 | 2700  | 2,64  | 9000    | 8,6     | 47                                  |
| 4x       | 600  | 0,59 | 5400  | 5,27  | 18000   | 17,2    | 22                                  |
| 8x       | 1200 | 1,17 | 10800 | 10,55 | 36000   | 34,4    | 16                                  |
| 12x      | 1800 | 1,76 | 16200 | 15,82 | 54000   | 51,6    | 7                                   |
| 16x      | 2400 | 2,34 | 21600 | 21,09 | 72000   | 68,8    | 6                                   |
| 24x*     | 3600 | 3,52 | 32400 | 31,64 | 108000  | 103,2   | 4                                   |
| 40x*     | 6000 | 5,86 | 54000 | 52,73 | 180000  | 172,0   | 2,5                                 |
| 42x*     | 6300 | 6,15 | 56700 | 55,37 | 189000  | 180,6   | 2,38                                |
| 48x*     | 7200 | 7,03 | 64800 | 63,28 | 216000  | 206,4   | 2                                   |
| 52x*     | 7800 | 7,62 | 70200 | 68,55 | 234000  | 223,6   | 1,85                                |

## Historia w skrócie
- 1982 – opracowanie przez firmy Philips® i SONY® formatu CD-DA;
- 1984 – pojawienie się pierwszych komputerowych czytników CD-ROM, x1 (150KB/s);
- 1985 – opracowanie standardu CD-ROM (zapis nie tylko dźwięku, ale i danych);
- 1985 – wprowadzenie uniwersalnej normy ISO-9660;
- 1987 – wprowadzenie kolejno CD-I oraz CD-ROM XA;
- 1990 – opracowanie CD-R (płyty zapisywalne).